# Monika Višňovská
Monika Višňovská est une karatéka slovaque connue pour avoir remporté le titre de championne d'Europe en kumite individuel féminin moins de 53 kilos aux championnats d'Europe de karaté 2006 à Stavanger, en Norvège.

## Résultats
| Résultat          | Date       | Épreuve                   | Catégorie | Compétition                | Ville hôte               |
| ----------------- | ---------- | ------------------------- | --------- | -------------------------- | ------------------------ |
| Médaille d'or     | 5 mai 2006 | Kumite individuel - 53 kg | Seniors   | Championnats d'Europe 2006 | Stavanger, en Norvège    |
| Médaille d'argent | 4 mai 2007 | Kumite individuel - 53 kg | Seniors   | Championnats d'Europe 2007 | Bratislava, en Slovaquie |